# Eugerdella armata
Eugerdella armata là một loài chân đều trong họ Desmosomatidae. Loài này được G. O. Sars miêu tả khoa học năm 1864.